# Ouzous
Ouzous ist eine französische Gemeinde mit 206 Einwohnern (Stand 1. Januar 2022) im Département Hautes-Pyrénées in der Region Okzitanien. Sie gehört zum Arrondissement Argelès-Gazost und zum Kanton La Vallée des Gaves. 

## Lage
Sie ist umgeben von folgenden Nachbargemeinden:
| Ségus           | Ossen                                       | Agos-Vidalos |
| Salles          | Kompassrose, die auf Nachbargemeinden zeigt | Ayzac-Ost    |
| Sère-en-Lavedan | Gez                                         |              |

Im südlichen Gemeindegebiet verläuft das Flüsschen Bergons.

## Bevölkerungsentwicklung
| Jahr                       | 1962 | 1968 | 1975 | 1982 | 1990 | 1999 | 2008 | 2016 |
| -------------------------- | ---- | ---- | ---- | ---- | ---- | ---- | ---- | ---- |
| Einwohner                  | 101  | 91   | 94   | 119  | 128  | 187  | 194  | 207  |
| Quellen: Cassini und INSEE |      |      |      |      |      |      |      |      |